# Bullaun von Drummin
Der multiple Bullaun von Drummin liegt im Townland Drummin (irisch An Dromainn) bei Laragh im County Wicklow in Irland.
Der Stein liegt 100 Meter von der Straße entfernt und wurde von seinem ursprünglichen Standort hierher verbracht. Es gibt in Irland über 150 registrierte Bullauns, mit Schwerpunkt in Leinster, wo allein im County Wicklow 50 vorkommen. Der Begriff Bullaun bezieht sich auf den meist nur kniehohen menhirartigen oder flachen Stein, der ebenfalls Bullaun genannte Eintiefungen beherbergen kann, wobei die meisten Steine nur eine haben.
Der trapezoide Bullaun-Stein ist etwa 2,0 Meter lang, 1,5 Meter breit und fast einen Meter dick. Auf der Oberfläche befinden sich drei Bullauns. Zwei eng benachbart nahe der breitesten Stelle des Steins und ein dritter links davon. Jeder Bullaun ist ziemlich tief und hat etwa 30 cm Durchmesser. 
Andere multiple Bullauns: (Bullaun von Ardattin (2), Glebe I (3) beide im County Carlow und Kelshamore (3), County Wicklow)
100 Meter östlich des Bullauns liegt ein teilweise von Gras bedeckter Aufschluss, der mindestens 20 Schälchen aufweist. Das größte am Ostende hat zwei Ringe, die nur bei schrägem Licht sichtbar sind.
In der Nähe steht der Oghamstein von Drummin.